# Vattencementtalet
Vattencementtalet, förkortat vct (w/c ratio på engelska), anger förhållandet mellan vatten och cement i betong. Ett lågt vattencementtal ger högre hållfasthet och beständighet.  Vattencementtalet fås något förenklat genom att dela massan vatten med massan cement. Vissa reaktiva tillsatsmaterial kan förändra vattencementtalets verkan och måste därför också räknas in i denna ekvation. 